# Adriana Ojeda
Adriana María Ojeda Guevara (Bucaramanga, Santander, Colombia; 23 de septiembre de 1997) es una futbolista colombiana. Juega de Centrocampista en Ferro de la Primera División Femenina de Argentina.

## Trayectoria

### Inicios
A los 5 años de edad comenzó a tomar gusto por el fútbol, jugando al fútbol callejero con sus hermanos y vecinos. A los 9 años ingresó por primera vez a un club de fútbol; el Real Santander jugando con varones, donde por cuestiones económicas debió abandonar a los 3 meses. Luego de casi dos años, llega a Nantes, donde había fútbol femenino y estuvo por 5 años. Allí conoció a Víctor Hugo González a quien considera su "padre futbolístico". Fue él quien la ayudó económicamente para que pueda seguir jugando.

### Real Santander
A los 16 años de edad vuelve a Santander y entrena y juega con varones, en donde meses después surgió la idea de crear un equipo femenino para competir en la recién creada Liga Profesional Femenina en la temporada 2017, en dicho año debuta oficialmente, donde se convirtió en referente, capitana y una de las jugadoras más importantes de su equipo hasta el año 2020, cuando se desvincula del club.

### Junior de Barranquilla
A mediados de 2020 se anuncia su llegada a Junior, de cara a la temporada 2020 de la Liga Profesional.

### Millonarios
En junio de 2021 se hace oficial su llegada a "Las Embajadoras". En enero de 2022 se desvincula del club.

### Santa Teresa de Badajoz
En febrero de 2022 llega al conjunto español, que disputa la Segunda Federación Femenina, siendo esta la primera experiencia de Ojeda fuera de tierras colombianas.

### Ferro Carril Oeste
El 2 de enero de 2023 firma su vínculo con Las Leonas de la Primera División Argentina, siendo el primer refuerzo de Las Pibas del Oeste para la nueva temporada.

## Selección nacional
Tuvo paso por la Selección de Colombia Sub-17. Se consagró campeona con la selección colombiana universitaria de fútbol en 2016.

## Clubes
| Club                   | País      | Año           |
| ---------------------- | --------- | ------------- |
| Real Santander         | Colombia  | 2017-2020     |
| Junior de Barranquilla | Colombia  | 2020-2021     |
| Millonarios FC         | Colombia  | 2021-2022     |
| Santa Teresa CD        | España    | 2022-2023     |
| Ferro Carril Oeste     | Argentina | 2023-presente |